# Státní převrat v Jižním Vietnamu v roce 1963
Státní převrat v Jižním Vietnamu se odehrál na začátku listopadu 1963. Šlo o vojenský převrat, při kterém část vzbouřených armádních důstojníků s podporou americké CIA svrhla autokratického prezidenta Ngô Ðình Diệma a jeho politickou stranu Cần Lao. Roznětkou pro státní převrat byla tzv. buddhistická krize, která vypukla v květnu téhož roku, a současně trvající ohrožení z komunistického Severního Vietnamu. V Jižním Vietnamu byl převrat označen coby Cách mạng 1-11-63, tedy revoluce z 1. listopadu 1963.
Administrativa amerického prezidenta Johna F. Kennedyho věděla o plánu převratu, přičemž zpravodajci uvedli, že „je v zájmu USA, aby převrat proběhl a uspěl“. Zpravodajec CIA Lucien Conein předal konspirátorům informaci, že USA proti puči nezasáhnou.
Do čela převratu se postavil armádní generál Dương Văn Minh. Pučisté se nesetkali se zásadnějším odporem, jelikož se jim podařilo vládní loajalisty překvapit. Ngô Ðình Diệm byl zajat a následně zabit 2. listopadu 1963. Zajati byli také jeho bratři, kteří byli kvůli nepotismu představiteli vlády.

## Pozadí
Poté, co na Ženevské konferenci, která skončila v červenci 1954, došlo k rozdělení Vietnamu na Severní a Jižní státy, Spojené státy americké protežovaly vietnamského katolíka Ngô Ðình Diệma coby jejich vlivovou osobu v Jižním Vietnamu. V  červenci 1954 bývalý císař Vietnamu a hlava Jižního Vietnamu Bảo Đại jmenoval Diệma premiérem Jižního Vietnamu. Bảo Đại sice nechoval Diệma v úctě, ale doufal, že se jeho volbou zavděčí USA, aby začaly podporovat Jižní Vietnam v kontextu stahování se Francie z regionu. Ngô Ðình Diệm v říjnu 1955 vypsal referendum o změně režimu z monarchie na republiku a tím odstavení Bảo Đạie od moci. Diệmův bratr Ngô Đình Nhu s pomocí CIA zfalšoval výsledky referenda a Diệm oznámil, že pro republiku hlasovalo 98 % voličů. Z Vietnamského státu se stala Vietnamská republika. Tři dny poté se Diệm prohlásil prezidentem.
Poté Diệm utužil svou moc. Nová ústava mu dala pravomoci vládnout s pomocí dekretů a posílila jeho autokratickou a nepotistickou formu vlády. Jeho režim prováděl represe disidentů (komunistů, ale také vietnamských nacionalistů) a docházelo k pravidelným popravám. Opoziční politici byli souzeni v politických procesech za napomáhání komunistickému Severnímu Vietnamu proti Jižnímu Vietnamu. Volby probíhaly pod dohledem armády a docházelo k jejich manipulaci. Klíčové oblasti správy státu byly ovládány Diệmovou rodinou a velící místa v armádě dostávali jeho loajalisté. V letech 1960 a 1962 proběhly dva neúspěšné pokusy o vojenský převrat v zemi.
Diệm současně protežoval vietnamské katolíky, kterým uděloval místa ve státní správě a veřejné zakázky. Většinově buddhistická společnost se tak cítila utlačovaná. Katolická církev se během jeho vlády stala největším pozemkovým vlastníkem v zemi.
V květnu 1963 vypukly nepokoje poté, co armáda ve městě Hue střílela do neozbrojeného davu protestujících buddhistů a devět z nich bylo zabito. To bylo také poslední kapkou pro USA, které začaly uvažovat o stažení podpory Diệma. Krátce poté začaly USA zvažovat vyvolání státního převratu. V srpnu 1963 příslušníci armády vyrabovali několik buddhistických pagod, zatkli tisíce mnichů a stovky z nich zabili. To vyvolalo další eskalaci tzv. buddhistické krize. Americký prezident John F. Kennedy poté přikázal své rozvědce, aby „prozkoumala možnosti změny režimu“.

## Příprava
Během roku 1963 se odehrála celá řada konspirací a pokusů o převrat proti Diệmovi. Nicméně neuspěly. Podle historika Ellena Hammera bylo současně, nezávisle na sobě, v procesu nejméně šest plánů převratu.
Jeden z nejvíce propracovaných plánů byl vytvořen na úrovni nižších důstojníků armády. Ten byl ovšem na doporučení zpravodajce CIA Luciena Coneina zastaven coby „předčasný“. Krátce poté začali konspirovat generálové armády. Iniciativy se chopil generál Dương Văn Minh, který sloužil formálně coby armádní poradce, což byla čistě úřední funkce, se kterou nebyl spokojený. K němu se brzy přidali generál Nguyễn Khánh a plukovník Nguyễn Văn Thiệu, kteří veleli vlastním divizím. Generálové věděli, že aby byl převrat úspěšný, potřebují na své straně významného režimního generála Tôn Thất Đínha. Ten patřil mezi loajalisty a kvůli režimu konvertoval ke katolictví. Konspirátoři zahráli na Đínhovo ego a podnítili ho, aby si u Diệma řekl o post ministra, jelikož „je v podstatě národním hrdinou“. Đính to učinil, nicméně Diệma jeho opovážlivost natolik pobouřila, že Đínha vykázal na venkov. Uražený Đính poté souhlasil s účastí na puči. Následně pokračovalo nabírání dalších generálů. Nejpozději v polovině října 1963 se vláda dozvěděla o připravovaném vojenském převratu generálů, ale nebylo jasné, kdo všechno je do konspirace zapleten. Vláda se nicméně obrátila na Đínha, aby konspirátory vypátral. Netušili však, že v té době byl již Đính na straně pučistů. Đính měl navíc podle plánu Diệma vyvolat falešný převrat, který by přesvědčil Američany, že jsou jejich zájmy ohroženy a znovu by bezmezně podpořily Diệmův režim.

## Průběh
V den plánovaného převratu, 1. listopadu 1963, se americká reprezentace – velvyslanec Henry Cabot Lodge Jr., armádní generál Paul D. Harkins a admirál Harry D. Felt setkali s Diệmem v jeho paláci. Jejich setkání bylo naplánováno tak, aby odvrátili pozornost Diệma, zatímco budou pučisté přesouvat jednotky k Saigonu. Jednání domluvil další z pučistů Trần Văn Đôn, který se ho také účastnil. Diệm na schůzce zkritizoval ochlazení vztahů s USA po zásahu armády na buddhistické pagody. Současně uvedl, že ví, že se chystá převrat. Přičemž skrytě plánoval demonstrovat falešný puč. Na to měl Lodge odpovědět, že „se není čeho bát“. Lodge na závěr jednání vyjádřil trvající osobní přátelství a poděkoval za pohostinnost. Lodge o probíhajícím skutečném převratu věděl, zatímco Harkins a Felt ne.
Během dopoledne pučisté provedli na různých místech koordinovaný zátah na loajalistické důstojníky armády a zatknuli je. Veškerý odpor byl brzy potlačen. Vedoucí pučisté poté nahráli doznání z účasti na převratu, aby v případě jeho selhání nemohli zradit. Poté se vydali plnit předem stanovené úkoly v útoku na Saigon.
Pučisté se v Saigonu rychle chopili letecké základny, letiště, pošt, některých vládních budov a rádiových stanic. V počátku útoku se proti pučistům postavily jednotky loajalistů, ale postupně byly přesvědčeny ke kapitulaci. Nguyễn Văn Thiệu začal obléhat místní kasárna. Diệm v tuto dobu začal pojímat podezření, že s falešným pučem „je něco špatně“ a zkoušel se neúspěšně dovolat Đínhovi. Diệm usoudil, že se situace vymknula z rukou a že byl Đính zatčen.
Krátce poté pučisté vyzvali Diệma, aby rezignoval, za což mu byl slíben bezpečný odchod ze země. Diệm vyzval pučisty k vyjednávání, což oni považovali za zdržovací taktiku k přeskupení sil loajalistů. Vyjednávání odmítnuli. V 16:30 hodin pučisté oznámili dokončení převratu a zahájili vysílání, ve kterém oznámili svůj úspěch.
Obléhání prezidentského paláce pokračovalo až do druhého dne, 2. listopadu. Palác byl ostřelován dělostřelectvem a byly také použity plamenomety. Až nad ránem vydal prezident příkaz své stráži se vzdát. Když se pučisté rozhodovali, co s Diệmem provedou, většina se vyslovila pro exil. Nicméně například generál Nguyễn Ngọc Lê žádal popravu. Během tohoto dění Diệm a Nhu uprchli z paláce sítí tajných chodeb. Následně žádali o azyl na ambasádě Čínské republiky, ale byli odmítnuti. Nakonec se ukryli v jednom katolickém kostele, kde ovšem byli udáni. V 10:00 je vypátrala armáda. Zatčení provedl major Dương Hiếu Nghĩa. Ten poté zastavil konvoj, který bratry převážel, a nechal je na místě popravit zastřelením. Poté, co se o zabití dozvěděli generálové, byli v šoku. Popravu se snažili utajit a uvedli, že bratři pravděpodobně na útěku spáchali sebevraždu. Později se ovšem krycí historka rozpadla.
Po úspěchu převratu začala vláda vojenské junty. Moc byla v rukou armádního velení, nicméně vláda byla složena z většiny z civilistů. Prvním prezidentem se stal pučista Dương Văn Minh. Později byl prezidentem také pučista Nguyễn Văn Thiệu.